# Lalling

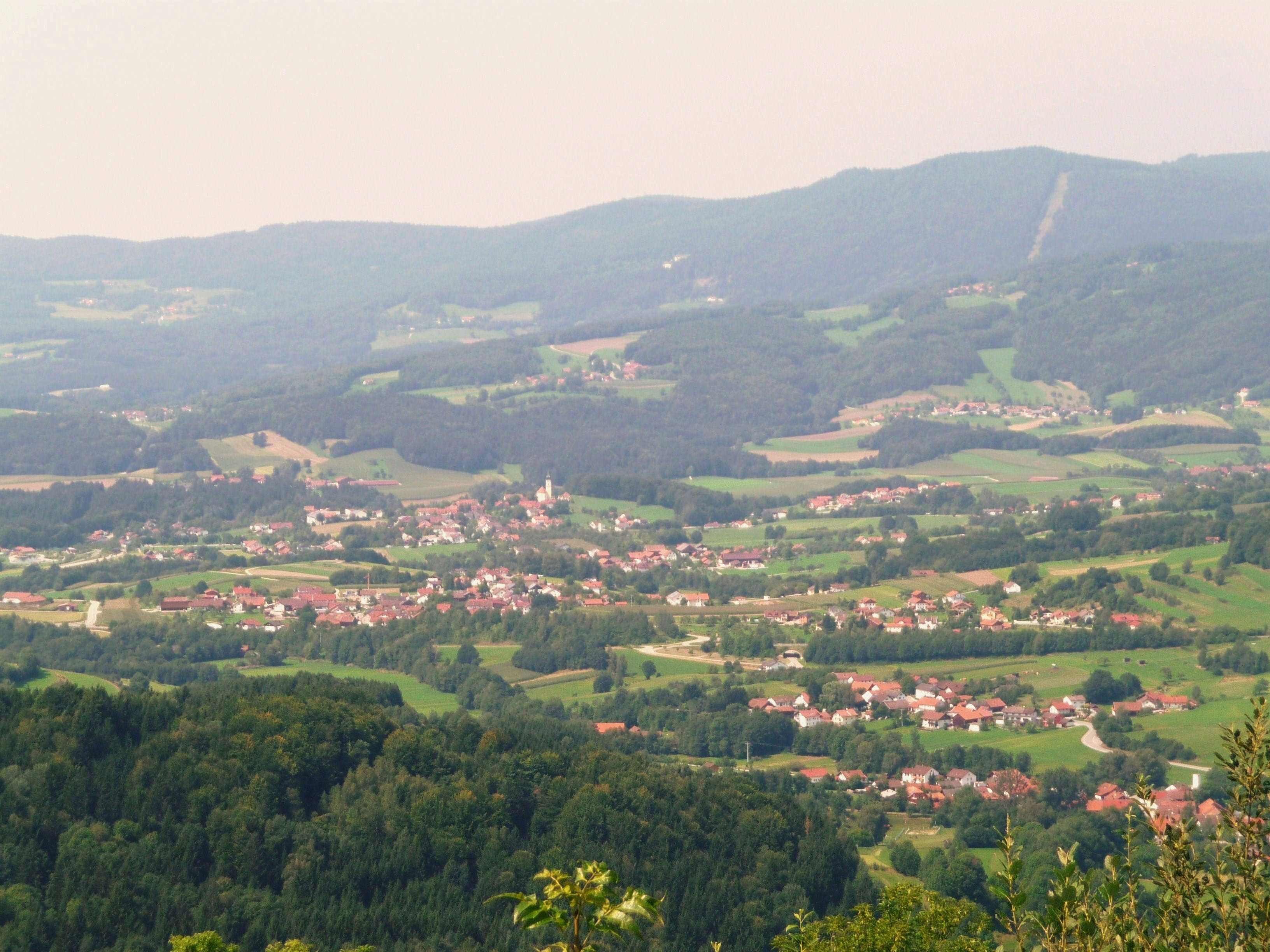
Blick auf Lalling im Lallinger Winkel von Langfurth aus

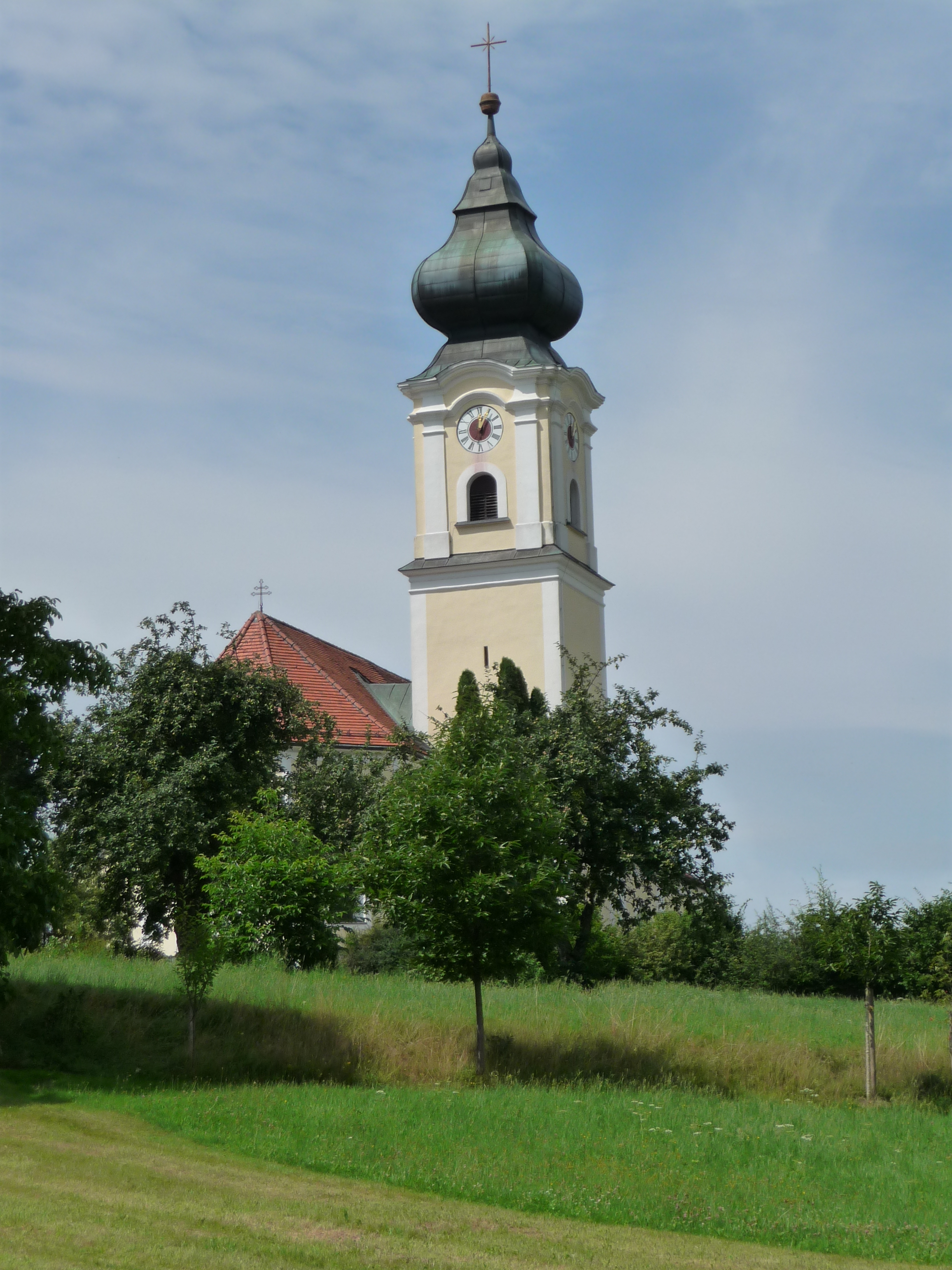
Die Pfarrkirche St. Stephanus

Lalling ist eine Gemeinde im niederbayerischen Landkreis Deggendorf, der Sitz der Verwaltungsgemeinschaft Lalling und staatlich anerkannter Erholungsort.

## Geografie

### Lage
Die Gemeinde liegt in der Region Donau-Wald im südwestlichen Bayerischen Wald, genauer im Lallinger Winkel.

### Gemeindegliederung
Es gibt 18 Gemeindeteile (in Klammern ist der Siedlungstyp angegeben):
- Datting (Weiler)
- Dösing (Dorf)
- Durchfurth (Dorf)
- Durchfurtherschuß (Weiler)
- Euschertsfurth (Dorf)
- Frohnmühl (Einöde)
- Gerholling (Weiler)
- Ginn (Weiler)
- Kapfing (Dorf)
- Kaußing (Dorf)
- Lalling (Pfarrdorf)
- Oisching (Einöde)
- Ranzing (Dorf)
- Ranzingerberg (Dorf)
- Stritzling (Dorf)
- Urding (Weiler)
- Watzing (Dorf)
- Woiding (Weiler)

Es gibt nur die Gemarkung Lalling.

## Geschichte

### Bis zur Gemeindegründung
Lalling und der Gemeindeteil Ranzing wurden im Jahre 1148 in einem Schutzbrief von Papst Eugen III. erstmals urkundlich erwähnt. Größter Grundherr war von Beginn des 13. Jahrhunderts bis zur Säkularisation in Bayern 1803 das Kloster Niederaltaich. Lalling gehörte zum Rentamt Straubing und zum Landgericht Hengersberg des Kurfürstentums Bayern. Im Zuge der Verwaltungsreformen in Bayern entstand mit dem Gemeindeedikt von 1818 die heutige Gemeinde.

### Einwohnerentwicklung
Im Zeitraum 1988 bis 2018 wuchs die Gemeinde von 1400 auf 1552 um 152 Einwohner bzw. um 10,9 %.
- 1970: 1205 Einwohner
- 1987: 1393 Einwohner
- 1991: 1501 Einwohner
- 1995: 1530 Einwohner
- 2000: 1623 Einwohner
- 2005: 1601 Einwohner
- 2010: 1579 Einwohner
- 2015: 1545 Einwohner
- 2019: 1562 Einwohner
- 2020: 1547 Einwohner
- 2021: 1588 Einwohner
- 2022: 1631 Einwohner
- 2023: 1667 Einwohner

## Politik

### Bürgermeister
Seit 2020 ist Michael Reitberger (CSU) Erster Bürgermeister.
In der Stichwahl zu den Kommunalwahlen in Bayern 2020 setzte er sich am 29. März 2020 mit 51,9 Prozent gegen Michael Wenig (SPD) durch.
Von 1996 bis 2020 war Josef Streicher (SPD/Unabhängige Bürger) Bürgermeister. Er gewann seine letzte Bürgermeisterwahl 2014 mit 57,39 % gegen seinen Herausforderer Michael Reitberger (CSU). Dieser hatte 42,61 % der Wählerstimmen erhalten.

### Gemeinderat
Die Kommunalwahlen von 2020 und frühere ergaben folgende Sitzverteilungen:
|      | CSU | SPD | BP | Junge Liste | FWG | Gesamt |
| 2020 | 5   | 3   | 2  | 1           | 1   | 12     |
| 2014 | 6   | 4   | -  | 1           | 1   | 12     |

### Steuereinnahmen
Die Gemeindesteuereinnahmen im Jahr 2012 betrugen 851.000 Euro, davon die Gewerbesteuer netto 100.000 Euro.

### Wappen
| Wappen der Gemeinde Lalling | Blasonierung: „In Silber ein grüner Schrägbalken, dem eine wachsende goldene Lanze aufgelegt ist, beseitet oben von einem schwarzen Stein, unten von einem roten Apfel mit zwei grünen Blättern.“ |
| Wappen der Gemeinde Lalling | Wappenbegründung: Die Lanze ist ein Attribut des heiligen Moritz, des Klosterpatrons von Niederalteich. Lalling ist eine Gründung der Benediktinerabtei Niederalteich Anfang des 11. Jahrhunderts und leitet seinen Namen von Abt Lallo ab. Niederalteich prägte die Geschichte des Gemeindegebiets und spielte bis zur Säkularisation 1803 eine wichtige Rolle in der Grundherrschaft. Der Schrägbalken mit der aufgelegten Lanze entspricht zugleich dem persönlichen Wappen des Abtes Ignaz Lanz (1751–1764) und redet für dessen Namen. Auch die Farben Grün und Gold sind aus dem Niederalteicher Klosterwappen übernommen. Der schwarze Stein, der als Attribut des heiligen Stephan an dessen Märtyrertum erinnert, verweist auf das Patrozinium der Pfarrkirche von Lalling. Der Apfel symbolisiert die Bedeutung des sogenannten Lallinger Winkels, ein bekanntes Obstanbaugebiet. Dieses Wappen wird seit 1982 geführt. |

### Gemeindepartnerschaften
- Frankreich: Am 30. April 2000 wurde mit der Gemeinde Remy (Oise) eine Gemeindepartnerschaft eingegangen.[8]
- Tschechien: Am 10. April 2005 schlossen Lalling und Remy mit Běšiny (deutsch Bieschin – Region Pilsen, Böhmen) offiziell einen Freundschaftsvertrag.

## Religion
Erstmals urkundliche Erwähnung fand die Lallinger Kirche 1149. Die Erhebung der Filiale Lalling zur Pfarrei fand im Jahre 1718 statt. Die katholische Pfarrkirche St. Stephanus wurde 1722/23 erbaut. Bekannt ist die Lallinger Wallfahrt nach Altötting, ein dreitägiger Fußmarsch mit nur kurzen Pausen über 120 km, an dem auch heute noch bis zu 10 % der Einwohner teilnehmen.

## Sehenswürdigkeiten

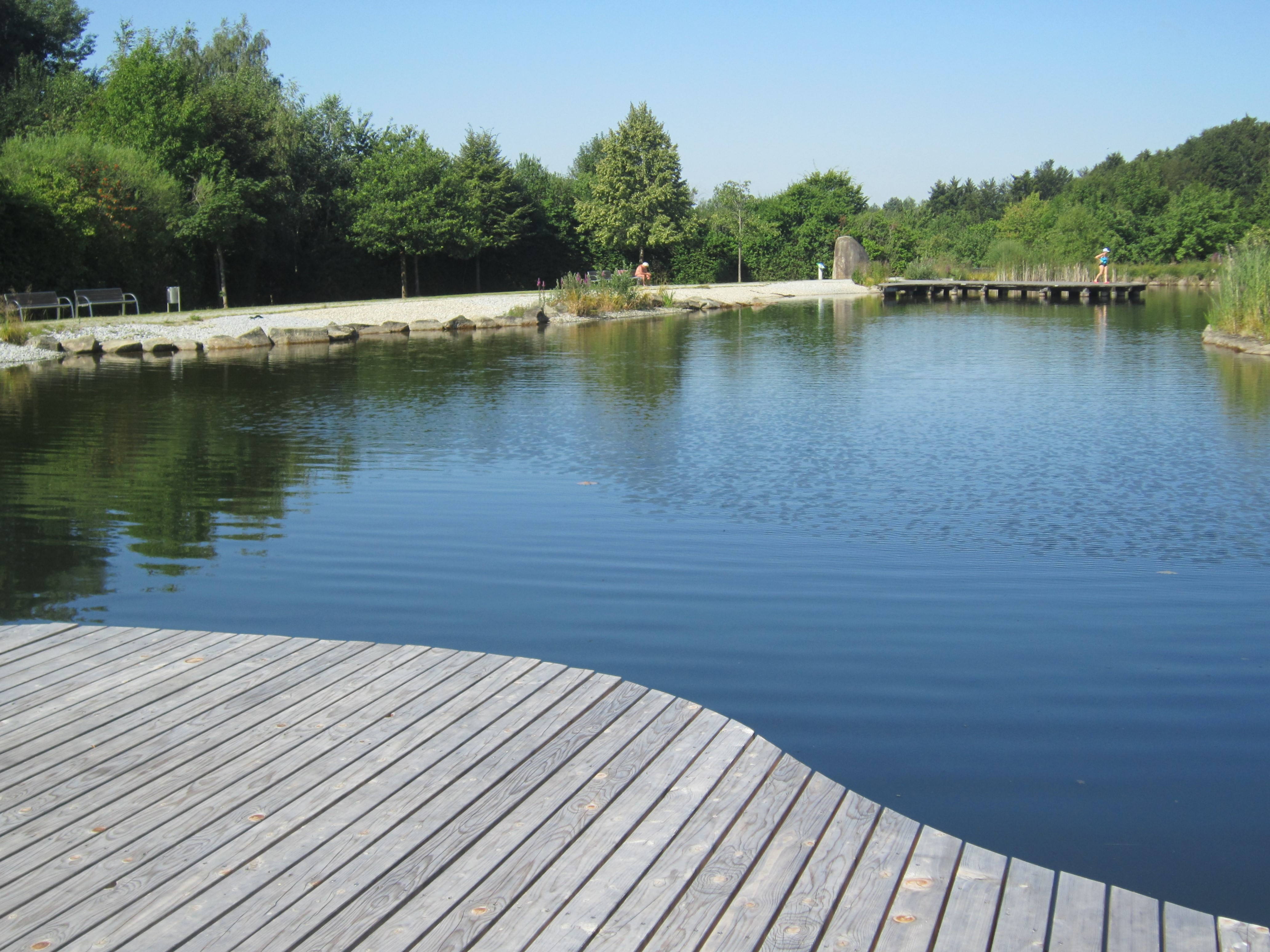
Yin-und-Yang-Stege im Teich des Feng-Shui-Kurparks in Lalling

- Zehentstadel des Klosters Niederaltaich
- Streicher Fahrzeug- und Kunstmuseum in Stritzling
- Dorfensemble in Datting und Gerholling
- Kapelle am Ranzingerberg mit Totenbrettergruppe
- Lallinger Stephanuskirche
- Erster Feng-Shui-Kurpark Deutschlands

## Wirtschaft und Infrastruktur

### Wirtschaft einschließlich Land- und Forstwirtschaft
2017 gab es in der Gemeinde 180 sozialversicherungspflichtige Arbeitsplätze. Von der Wohnbevölkerung standen 688 Personen in einem versicherungspflichtigen Beschäftigungsverhältnis. Damit war die Zahl der Auspendler um 508 Personen größer als die der Einpendler. 15 Einwohner waren arbeitslos. 2016 gab es 30 landwirtschaftliche Betriebe.

### Tourismus
Das Gemeindegebiet ist als Erholungsort staatlich anerkannt.

### Bildung
2018 gab es folgende Einrichtungen:
- Eine Kindertageseinrichtung mit 89 Plätzen und 80 Kindern, davon fünf Kinder unter drei Jahren
- Eine Grundschule mit acht Klassen und 160 Schülern

## Persönlichkeiten
- Peter I. (um 1300–1361), Benediktiner, Abt der Abtei Niederaltaich 1343–1361
- Heinrich Oswald (1866–1945), Gewerkschafter, Verwaltungsbeamter und Politiker, Sozialminister des Freistaates Bayern
- Hermann Josef Niedermeier (* 1936), Politiker (SPD)